# 動物用医薬品等取締規則
動物用医薬品等取締規則（どうぶつよういやくひんとうとりしまりきそく、平成16年12月24日農林水産省令第107号）は、動物用医薬品について細かく定めた農林水産省令である。医薬品、医療機器等の品質、有効性及び安全性の確保等に関する法律に基づいてメーカーや販売業者に対する製造販売の許認可などを定めている。

## 構成
- 第1章 総則
- 第2章 医薬品及び医薬部外品の製造販売業及び製造業
- 第3章 医療機器及び体外診断用医薬品の製造販売業及び製造業
- 第4章 再生医療等製品の製造販売業及び製造業
- 第5章 医薬品、医療機器及び再生医療等製品の販売業等
- 第6章 検定
- 第7章 医薬品等の取扱い
  - 第1節 毒薬及び劇薬の取扱い
  - 第2節 医薬品の取扱い
  - 第3節 医薬部外品の取扱い
  - 第4節 医療機器の取扱い
  - 第5節 再生医療等製品の取扱い
- 第8章 医薬品等の安全対策
- 第9章 生物由来製品の特例
- 第10章 監督
- 第11章 雑則
- 附則